# العضايمة
قرية العضايمة هي إحدى القرى التابعة لمركز إسنا في محافظة الأقصر في جمهورية مصر العربية. حسب إحصاءات سنة 2006، بلغ إجمالي السكان في العضايمة 11429 نسمة، منهم 5969 رجل و5460 امرأة.